# Revoluția permanentă
Revoluția permanentă este o teorie care tratează problema victoriei comunismului într-o țară nedezvoltată. Deși această teorie este asociată de cele mai multe ori cu numele lui Lev Troțki, primele menționări ale „revoluției permanente” sunt găsite în scrierea lui Karl Marx și Friedrich Engels, din perioada care a urmat anului revoluționar 1848, în așa numita Adresare către Comitetul Central al Ligii Comuniste.
Concepția lui Troțki asupra „revoluției permanente” este bazată pe modul propriu de interpretare a operei fondatorului marxismului rusesc, Gheorghi Valentinovici Plehanov (1856-1918). Conform acesteia, în țările „înapoiate”, sarcinile revoluției burghezo-democratice nu pot fi îndeplinite de burghezia însăși. Acest concept a fost dezvoltat în lucrările strânse mai târziu în cartea sa din 1905 și în scrierea Rezultate și perspective.